# Katarzyna Grimaldi
Catherine Charlotte Grimaldi, z domu de Gramont, księżna Monako, księżna Valentinois (ur. 1639, zm. 4 czerwca 1678 w Paryżu) – francuska arystokratka, od 10 stycznia 1662 do 4 czerwca 1678 księżna Monako jako żona księcia Ludwika I.

## Dzieciństwo i młodość
Katarzyna urodziła się około 1639 roku we francuskiej rodzinie arystokracji. Jej ojcem był Marszałek Francji Antoni III de Gramont, a matką Franciszka Małgorzata du Plessis Chivre, siostrzenica kardynała Richelieu. Miała troje rodzeństwa: braci Armanda (ur. 1637, zm. 1673) i Antoniego Karola, wicehrabiego Navarry (ur. 1641, zm. 1720) oraz siostrę Henriettę Katarzynę, po mężu de Canonville. Armand znany był jako hrabia de Guiche, ponadto wywołał skandal, zostając kochankiem księcia Orleanu, Filipa Burbona Orleańskiego i jego małżonki, księżnej Henrietty Anny Stuart, córki króla Anglii, Karola I. Armand de Gramont słynął ponadto z tego, że był niezwykle przystojny, ale przy tym arogancki i nieprzystępny. Dziadkami Katarzyny ze strony ojca byli Antoni II de Gramont i Ludwika de Gramont, córka marszałka Roquelaure.

## Małżeństwo i rodzina
W trakcie całego swojego panowania przyszły teść Katarzyny, książę Monako, Honoriusz II Grimaldi dążył do tego, by księstwo zrezygnowała z bycia sojusznikiem Hiszpanii na rzecz wspierania Francji. Zadecydował, że król Francji, Ludwik XIV zostanie ojcem chrzestnym jego wnuka i przyszłego księcia, Ludwika I Grimaldi. Poza tym wybrał dla wnuka żonę – Katarzynę Charlotte de Gramont. Małżeństwo zostało zawarte w 1660 roku. Dwa lata później książę Honoriusz II zmarł, pozostawiając tron wnukowi (jego jedyny syn zmarł kilkanaście lat wcześniej). Katarzyna została księżną Monako.
Pierworodny syn książęcej pary przyszedł na świat 25 stycznia 1661. Otrzymał imię Antoni. Kolejne dziecko, tym razem córka, Joanna Maria Devote urodziła się 14 stycznia 1662, zmarła 21 kwietnia 1741, była siostrą zakonu wizytek na terenie Monako i Francji. 20 maja 1663 urodziła się Teresa Maria Aurelia, znana jako mademoiselle Baux, która zmarła 15 lutego 1675. Czwarte dziecko, Anna Hipolita, przyszła na świat 26 lipca 1664, w 1696 wyszła za Jakuba Karola de Crussol, księcia d'Uzes. Zmarła 3 lipca 1700. Drugi syn urodził się im 21 grudnia 1669, zmarł 16 lutego 1748, nosił imiona Franciszek Honoriusz, był opatem Monako i arcybiskupem Besançon. Po ślubie córki swojego brata, Ludwiki Hipolity z księciem Jakubem de Goyon de Matignon podpisał rezygnację z praw do rodzinnego tronu.

## Księżna Monako
Księżna Katarzyna słynęła z nieprzeciętnej urody, inteligencji i poczucia humoru. Była też trzy lata starsza od swojego męża i obeznana w środowisku arystokracji. Poprzednio zakochana była w swoim kuzynie, Antomin Nopar, markizie de Puyguilhem. Po narodzinach pierwszego syna i objęciu przez męża rodzinnego tronu wyjechała do Monako, co nie zachwyciło księżnej. Monako jej się nie podobało, zwłaszcza, że bardzo dobrze czuła się na dworze francuskim. Po urodzeniu trzech córek w ciągu trzech lat zdecydowała się powrócić do Paryża, gdzie wznowiła romans z kuzynem Nopar. Spotkało się to z niezadowoleniem samego króla Ludwika XIV, któremu księżna od dawna się podobała. Nopar odmówił zaprzestania związku ze swoją krewną, za co król uwięził go na sześć miesięcy w Bastylii.
Księżna coraz częściej stawała się uczestniczką skandali. Po uwięzieniu jej kochanka zaprzyjaźniła się bardzo blisko z księżną Henriettą Anną Stuart, kochanką jej brata i córką króla angielskiego. Brat Katarzyny był też kochankiem męża Henrietty. Dziećmi Henrietty i jej męża opiekowała się ciotka Katarzyny, Zuzanna Charlotte de Gramont, markiza de Saint Chaumont. W tym czasie Ludwik I Grimaldi zdecydował, że przyjedzie do Paryża. Król Ludwik XIV wymyślał mu wówczas różne zadania militarne i dyplomatyczne, byle jak najrzadziej pojawiał się na dworze. A jego małżonkę uczynił kolejną własną kochanką. Ich romans trwał kilka miesięcy.
Wtedy na dworze francuskim rozpoczęło się prawdziwe błędne koło romansów. Ludwik XIV spotykał się z Katarzyną, Henrietta próbowała ich rozdzielić, aby z powrotem król Francji powrócił do poprzedniej kochanki, Walerii, a kiedy to się nie powiodło – do słynnej Madame de Montespan. Ponadto mówiono, że romans łączy również... Katarzynę i Henriettę. Księżna Monako zaczęła potem relację z Chevalier de Lorraine, przyjacielem męża Henrietty, co spowodowało rozpad przyjaźni pomiędzy kobietami. Po niecałym roku w Paryżu Katarzyna zdecydowała na następne cztery lata powrócić do Monako.
W 1672 książę Ludwik musiał udać się na wojnę Francji z Holandią, a Katarzyna wykorzystała okazję, by znów jechać do Paryża. Pojawiła się na dworze i otrzymała pozycję „kobiety czekającej” – jeżeli królowi znudziłby się romans z Madame de Montespana, ona zostałaby jego następną kochanką. Król kupił jej dom w St Germain, gdzie spędziła sześć ostatnich lat życia. Zmarła 4 czerwca 1678 w Paryżu w wieku trzydziestu dziewięciu lat. Cały majątek odziedziczył jej mąż, z którym oficjalnie żyła w separacji od 1673 roku.